# Довженко, Григорий Авксентьевич
Григо́рий Авксе́нтьевич Довже́нко (10 [22] апреля 1899, Полтавка — 21 апреля 1980, Киев) — украинский советский художник-монументалист. Заслуженный художник УССР (1979), член Союза художников Украины. Отец архитектора Тараса Довженко.

## Биография
Григорий Довженко родился 10 (22) апреля 1899 в селе Полтавка (ныне г. .Баштанка Николаевской области). По окончании местного земского училища 1913 вместе с родителями переезжает в Акмолинскуя область в Сибири. С детства увлекался рисованием, что привело его на Курсы изящных искусств, где 1916—1917 гг. он учился у Ю.Куртукова и В.Волкова и впервые познакомился с техникой масляной живописи в духе реалистической школы «передвижников».
Осенью 1921 года семья Довженко вернулась на Украину — в село Баштанка. В следующем году Григорий поступает в Художественный институт в Одессе, где учится в мастерской профессора Д.Крайнева. На III курсе он переходит на факультет монументально-прикладного искусства в мастерскую профессора Г.Комара — опытного мастера-монументалиста, который ориентировался на искусство итальянского Ренессанса. Неоднократно посещая Киев, Довженко знакомится с творческой практикой монументальной мастерской профессора М.Бойчука. Разделяя теоретические установки бойчукистов по «развитию монументального и различных форм производственного декоративно-прикладного искусства», он оказывается в кругу единомышленников и в 1925 году поступает в АРМУ.
Одержав победу в конкурсе эскизов, молодой художник, вместе с профессором Г.Комарем, принял участие в росписях Восточной торговой палаты в Одессе (1927). Орнаментально-декоративные композиции и восемь сюжетных панно были выполнены в технике яичной темперы по сухой штукатурке. Графическая четкость фигур отличались яркой колористикой украинского народного искусства, удачно совмещенной с ритмикой восточной миниатюры.
Летом 1928 года, вместе с группой студентов-выпускников ОХИ, Григорий Довженко был приглашен к выполнению монументальных росписей Крестьянского санатория на Хаджибеевском лимане. Знакомство с М.Бойчуком и группой его учеников — М.Рокицкого, А.Ивановой, М.Юноша, К.Гвоздиком, М.Шехтманом, А.Бизюков — имело значительное влияние на молодого художника. Как он вспоминал позже, крестьяне, когда вошли в новый санаторий, восхищались: «Хорошо, как в церкви!»
После окончания института (1928) Г.Довженко работает художником на Первой Государственной кинофабрике в Одессе, где знакомится с выдающимися мастерами украинского кино — Александром Довженко и Иваном Кавалеридзе. В 1930 году художника пригласили на преподавательскую работу в Киев — проводить занятия по рисунку и живописи на архитектурном факультете КХИ. Однако политические обстоятельства и напряженная педагогически-творческая атмосфера в ВУЗе негативно повлияли на художника — в 1936 году Довженко был уволен с должности.
В первые дни войны был эвакуирован в Таджикистан.
В 1945 году художник возвращается в Киев и начинает работать вновь в Институте монументальной живописи и скульптуры при Академии архитектуры УССР, где «разрабатывает вопросы синтеза искусств». Он становится автором изобретения резьбы по сырой штукатурке с росписями на основе полихлорвиниловых синтетических смол, одновременно выступает за восстановление техники темперной фресковой росписи и мозаики. Поэтому конец 1940-х — 1950-е годы становятся годами полной отдачи художника монументальном искусству.
Под влиянием старых друзей, в частности С.Колоса, И.Врони, А.Кравченко, А.Бизюкова, с которыми Г.Довженко восстановил дружески-творческие связи в конце 1960-х — 1970-х годах, художник обращается к темам национального прошлого. Так возникают мозаичные и фресковые образы времен Киевской Руси и Хмельницкой области. Среди произведений этих лет отличается мозаичная композиция «Кий, Щек, Хорив и сестра их Лыбидь» на фасаде кинотеатра «Ровесник» в Киеве (1971), в которой художнику удалось показать оптически колористические возможности смальты — любимого материала древнеукраинских мастеров. А в мастерской художника, по обе стороны станковых произведений (портретов людей искусства, пейзажей и натюрмортов), на рабочем столе — «рисованные для себя» миниатюрные фрески и эскизы-зарисовки, удивительно напоминают живописную манеру друзей-бойчукистов 1920-х годов.
Григория Аксентьевича не стало 21 апреля 1980 года. Его творческое наследие зрители имели возможность оценить на посмертной персональной выставке в 1983 году, организованной родственниками и друзьями художника.
Похоронен в Киеве на Байковом кладбище (участок № 33).

## Работы
Росписи:
- Восточной торговой палаты, плафонов в Крестьянскому санатории имени ВУЦИК в Одессе (1928),
- в Доме прессы имени Михаила Коцюбинского в Одессе (1929).

Монументально-декоративное оформление:
- поселка Строитель в Днепропетровске (1949),
- Дворца культуры в Новой Каховке (1953),
- Дворца культуры «Пищевик» (теперь «Славутич») в Киеве (1957).

Картины:
- «Песня о свободе» (1928),
- "Т. Г. Шевченко в каземате "(1936),
- Портреты.

Художник-оформитель фильмов:
- «Охранник музея» (играл здесь красноармейца),
- «Перекоп»,
- «Право родителей» (1930).